# Тодд Марчант
Тодд Марчант (англ. Todd Marchant; народився 12 серпня 1973 у м. Баффало, Нью-Йорк, США) — американський хокеїст, центральний нападник.
Виступав за «Бінгхемтон Рейнджерс» (АХЛ), «Нью-Йорк Рейнджерс», «Едмонтон Ойлерс», «Кейп-Бретон Ойлерс» (АХЛ), «Колумбус Блю-Джекетс», «Анагайм Дакс».
У складі національної збірної США учасник зимових Олімпійських ігор 1994. У складі молодіжної збірної США учасник чемпіонату світу 1993.
Володар Кубка Стенлі (2007).